# Entrez

Az Entrez logója

Az Entrez (IPA: ɒnˈtreɪ) Global Query Cross-Database Search System összetett keresést lehetővé tevő keresőmotor vagy portál, mely lehetővé teszi több különböző orvostudományi adatbázis keresését a Biotechnológiai Információk Nemzeti Központja (NCBI) oldalán. Az NCBI a Nemzeti Orvostudományi Könyvtár (NLM) része, mely a Nemzeti Egészségügyi Intézet része, mely az Egyesült Államok Egészségügyi Minisztériumának része. Az „Entrez” név (mely franciául azt jelenti: „Lépjen be”) a nyilvánosság számára NLM által elérhetővé tett tartalmak keresésének lehetőségére utal.
Az Entrez globális lekérdezése integrált kereső és gyűjtőrendszer, mely lehetővé teszi minden adatbázis elérését egy lekérdezéssel és felhasználói felülettel. Hasonló szekvenciákat, szerkezeteket és hivatkozásokat is ki tud gyűjteni. Az Entrez gén- és fehérjeszekvenciák, valamint kromoszómatérképek nézeteit is be tudja mutatni. Egyes kézikönyvek elérhetők az Entrez rendszeren keresztül.

## Funkciók
Az Entrez kezdőlapja alapértelmezés szerint a globális lekérdezéshez nyújt hozzáférést. Minden, az Entrez által indexelt adatbázis kereshető lekérdezéssel. A rendszer támogatja a Boole-operátorokat és a keresőcímkéket a keresés adott részeinek bizonyos területekre való korlátozásához. Egységes eredménylistát ad vissza, mely minden adatbázisban megmutatja a találatszámot, melyek összefüggnek az adott adatbázis tényleges eredményeivel.
Az Entrez hasonló felületet biztosít mindegyik adatbázis keresésére és a keresési eredmények pontosítására. A Limits funkció lehetővé teszi a keresés szűkítését. A History funkció a frissen elvégzett lekérdezések számozott listáját adja. Az előző lekérdezések eredményei számmal hivatkozhatók és Boole-operátorokkal is használhatók. A keresési eredmények elmenthetők átmenetileg a vágólapra. A MyNCBI-fiókkal rendelkező felhasználók véglegesen elmenthetik kereséseiket, és kérhetik a frissítésükről szóló értesítéseket az új eredmények e-mailben való elküldésével. Gyakran használják forrásként hallgatók és tudósok egyaránt.

## Adatbázisok
Az Entrez az alábbi adatbázisokban keres:
- PubMed: orvostudományi hivatkozások és ismertetők, beleértve a Medline-t – főleg orvosi folyóiratokból származó cikkekkel, gyakran ismertetőkkel. Az 1989 utáni cikkekben PubMed Central- és más teljes szöveges hivatkozások is elérhetők
- PubMed Central: szabadon elérhető teljes cikkek
- Site Search: NCBI-web- és FTP-oldalak
- Books: online könyvek
- Online Mendelian Inheritance in Man (OMIM)
- Nucleotide: GenBank-szekvenciaadatbázis
- Protein: GenPept-szekvenciaadatbázis
- Genome: teljes genomszekvenciák és leképezés
- Structure: 3 dimenziós makromolekuláris szerkezetek
- Taxonomy: a GenBank Taxonomy élőlényei
- dbSNP: egypontos nukleotid-polimorfizmusok
- Gene:[3] génközpontú információ
- HomoloGene: eukarióta homológiacsoportok
- PubChem Compound: kismolekula-szerkezetek
- PubChem Substance: anyagrekordok
- Genome Project: genomprojekt-információ
- UniGene: génorientált transzkriptumszekvencia-csoportok
- CDD: állandó fehérjedomének
- PopSet: populációtanulmányozási adathalmazok (epidemiológia)
- GEO Profiles: expressziós és molekulagyakorisági profilok
- GEO DataSets: kísérleti GEO-adathalmazok
- Sequence read archive: nagy átvitelű szekvenciaadatok
- Cancer Chromosomes: citogenetikai adatbázisok
- PubChem BioAssay: anyagok bioaktivitási adatai
- Probe: szekvenciaspecifikus reagensek
- NLM Catalog: több mint 1,2 millió folyóirat, könyv, audiovizuális anyag, szoftver, elektronikai forrás és más anyag NLM-adatai a LocatorPlusban (minden hétköznap frissül).

## Elérés
Az Entrez-ban való adatlekérdezésekhez használható keresőformák mellett az NCBI biztosítja az Entrez Programming Utilitiest (eUtils) a lekérdezési eredmények közvetlenebb eléréséhez. Ez speciális URL-ek NCBI-szerverhez való küldésével és az XML-válasz értelmezésével érhető el. 2015 júliusáig volt elérhető az eUtils SOAP-felület.

## Történet
1991-ben jelent meg az Entrez CD-formátumban. 1993-ban a szoftver kliens-szerver változata is megjelent, melyhez internetelérés kellett. 1994-ben az NCBI weblapot hozott létre, az Entrez e kezdeti kiadás része volt. 2001-ben megjelent az Entrez könyvespolc, 2003-ban az Entrez-génadatbázis.

## Fordítás
Ez a szócikk részben vagy egészben  az   Entrez című angol Wikipédia-szócikk ezen változatának fordításán alapul.  Az eredeti cikk szerkesztőit annak laptörténete sorolja fel. Ez a jelzés csupán a megfogalmazás eredetét és a szerzői jogokat jelzi, nem szolgál a cikkben szereplő információk forrásmegjelöléseként.